# Pabstiella granulosa
Pabstiella granulosa (Barbosa Rodrigues) Chiron & Ximenes Bolsanello (2010) é uma orquídea descrita na revista científica Richardiana.f\\\t